# Stig Kullander
Stig Harald Bertil Kullander, född 6 maj 1921 i Fuglie församling, Malmöhus län, död 30 maj 2012 i Laholm, Hallands län, var en svensk läkare.
Kullander blev medicine licentiat vid Lunds universitet 1945, medicine doktor 1957 på avhandlingen Studies on the development and hormone production of ovarian tissue autotransplanted to the spleen of spayed rats with special reference to the experimental production of ovarian tumours och var docent i obstetrik och gynekologi i Lund 1957–1962. Han innehade olika läkarförordnanden 1945–1950, blev underläkare vid kvinnokliniken på Lunds lasarett 1951, var biträdande överläkare där 1958–1962 samt professor i obstetrik och gynekologi i Lund och överläkare vid kvinnokliniken på Malmö allmänna sjukhus 1962–1987. Han författade skrifter i obstetrik, gynekologi, kirurgi och endokrinologi. Stig Kullander är begravd på Norra kyrkogården i Lund.